# کسلوانیا (بازی ویدئویی ۱۹۸۶)
کسلوانیا که در ژاپن با عنوان آکوماجو دراکولا (به ژاپنی: 悪魔城ドラキュラ Akumajō Dorakyura) شناخته می‌شود، یک بازی ویدئویی در سبک اکشن سکوبازی که توسط شرکت کونامی ساخته و منتشر شده‌است. این بازی اولین قسمت از مجموعه بازی‌های کسلوانیا به شمار می‌رود که برای نخستین بار در سپتامبر ۱۹۸۶ برای کنسول فامیکام دیسک سیستم در ژاپن عرضه شد. سپس بازی با قالب رام کارتریج سازگار شد و برای سیستم سرگرمی نینتندو در مه ۱۹۸۷ در آمریکای شمالی و در سال ۱۹۸۸ در اروپا منتشر شد. ادامه‌ای بر این نسخه با عنوان کسلوانیا ۲: پویش سیمون در سال ۱۹۸۷ عرضه شد.